# فابيان كاستنر
فابيان كاستنر (بالسويدية: Fabian Kastner)‏ هو كاتب سويدي، ولد في 1977.